# Szécsényi család
A Szécsényi család a Kacsics nemzetségből származó 14–15. századi magyar főúri család volt.

## Története
A család alapítója a Kacsics nemzetség Falkos ágából származó Szécsényi Tamás volt, aki 1301-ben szembefordult nemzetsége többi tagjával, akik Csák Mátét támogatták és Károly Róbert pártjára állt. Később ezért a királytól adományul kapta nemzetsége elkobzott birtokait.

## A család ismert tagjai
- Szécsényi Tamás (1285 körül – 1354. április) országbíró, erdélyi vajda, tárnokmester, Farkas fia[2]
- Szécsényi Mihály (†1377?) pozsonyi prépost, váci püspök, egri püspök, Tamás fia[1]
- Szécsényi Kónya horvát–dalmát bán, királynéi asztalnokmester, Tamás fia[1]
- Szécsényi Frank (†1408/9) országbíró, Kónya fia[2]
- Szécsényi Simon (†1412) országbíró, Kónya fia[2]